# IWA世界ヘビー級王座 (IWA・JAPAN)
IWA世界ヘビー級王座（アイ・ダブリュー・エー・せかいヘビーきゅうおうざ）は、I.W.A.JAPANが管理、認定していた王座。

## 歴史
1994年7月20日、I.W.A.JAPAN岩出町立総合体育館大会で行われた初代王座決定戦に勝利したディック・スレーターが初代王者になった。
2011年8月12日、王者の松田慶三がI.W.A.JAPANを退団により、空位となって事実上封印状態となる。
2013年9月22日、さくらえみが自身の保持しているAWF世界女子王座、王座決定戦の目処が立たず空位の状態が続いていたIWA世界ヘビー級王座とIWA世界ジュニアヘビー級王座による王座統一戦をすることを発表。11月16日、I.W.A.JAPAN新宿FACE大会で王座統一戦が行われて勝利した、さくらがIWA三冠統一王者になった。以降は体重と性別を問わない3つの王座を用いてタイトルマッチが行われている。

## 歴代王者
| 歴代  | 選手                     | 戴冠回数 | 防衛回数 | 獲得日付       | 獲得場所 （対戦相手・その他）                            |
| ----- | ------------------------ | -------- | -------- | -------------- | -------------------------------------------------------- |
| 初代  | ディック・スレーター     | 1        | 4        | 1994年7月20日  | 岩出町立総合体育館 荒谷信孝 1995年8月15日返上            |
| 第2代 | ターザン後藤             | 1        | 5        | 1995年8月15日  | 四日市市体育館 レザーフェイス（初代） 1996年10月26日返上 |
| 第3代 | ダグ・ギルバート         | 1        | 不明     | 1998年1月13日  | 後楽園ホール 15人による有刺鉄線ラダーバトルロイヤル      |
| 第4代 | ターザン後藤             | 2        | 0        | 1999年4月13日  | 後楽園ホール 1999年6月27日                               |
| 第5代 | ハクソー・ジム・ドゥガン | 1        | 1        | 2004年8月31日  | 国立代々木競技場第二体育館 ビッグ・ボスマン 2004年空位   |
| 第6代 | ブラックバファロー       | 1        | 0        | 2009年7月2日   | 新宿FACE 松田慶三                                        |
| 第7代 | 松田慶三                 | 1        | 3        | 2009年12月5日  | 新宿FACE 2011年8月12日封印                               |
| 第8代 | さくらえみ               | 1        | 0        | 2013年11月16日 | 新宿FACE 2013年11月16日にIWA三冠統一王座となる           |